# Ruota di bicicletta
Ruota di bicicletta (titolo originale Roue de bicyclette, noto anche in inglese come Bicycle Wheel) è un'opera realizzata dallo scultore dadaista Marcel Duchamp nel 1913 a New York;  è composta da una ruota di bicicletta, fissata su uno sgabello in legno per mezzo di una forcella.
Viene considerata il primo esempio di ready-made, ovvero oggetti di uso comune che, decontestualizzati, divengono opere d'arte. La prima versione dell'opera andò perduta quando la sorella dell'autore, Suzanne, mise ordine nel suo studio; ne venne realizzata una replica del 1951 esposta poi a New York nel Museum of Modern Art.
Una replica venne realizzata dalla Galleria Schwarz di Milano sotto la supervisione di Duchamp nel 1964 che poi venne acquisita dal museo Pompidou nel 1986.

## Descrizione
Una ruota di bicicletta, dal diametro di 63,8 cm, è montata al di sopra di uno sgabello in legno verniciato, quasi come parodia delle tradizionali statue classiche .
Ritorna qui, già presente in una propria funzione e li unisce in maniera casuale per creare un insieme del tutto nuovo.

Gli elementi, oggetti banali e prefabbricati, sono scelti in base alla loro «indifferenza visiva»: essi non hanno nulla di artistico ma sono presentati comunque come opere d'arte.

L'intento di Duchamp è quello di mettere in discussione il concetto stesso di arte e creare un qualcosa che non abbia alcuna funzione estetica.
Il progetto infatti non nasce per essere esposto ma come un «esperimento personale».
Duchamp con questa creazione estrapola due oggetti dal loro contesto abituale, permettendo allo spettatore di guardarli da un punto di vista diverso.
Un elemento capace di muoversi è posizionato su un qualcosa che è, al contrario, statico.
La ruota è fissata sullo sgabello per mezzo di una forcella: può in questo modo ruotare sia attorno all'asse di quest'ultima, sia attorno al proprio centro.
Il movimento non ha però alcuna funzione: la ruota non tocca terra e non provoca spostamento.
Il tema del movimento attorno a un asse era inoltre già apparso in altre opere di Duchamp, quali Macinatrice di cioccolato e Slitta.
L'opera andò perduta quando la sorella di Duchamp, Suzanne, riordinò il suo studio, per poi essere riprodotta prima nel 1916 (andò persa anche questa replica) e poi nel 1951.
Venne esposta per la prima volta a New York durante la mostra "Climax in 20th Century Art, 1913", nel 1951.
Se si osservano gli oggetti, dall'alto verso il basso (rayons, roue, selle) e a questi nomi si aggiungono le iniziali dall'artista (M.D) è possibile formare rayMonD roue selle, nome riconducibile a quello di un autore che in quel periodo aveva influenzato l'attività artistica di Duchamp (in particolar modo quella del Grande Vetro), Raymond Roussel.

## Interpretazione
Ruota di bicicletta è il primo ready-made realizzato da Duchamp.
Il termine ready-made sarà in realtà utilizzato solo più avanti, a partire dal 1915. Duchamp stesso afferma: «La Ruota di bicicletta è il mio primo Readymade, a tal punto che all'inizio non era neppure chiamato Readymade».
L'opera potrebbe nascondere un riferimento al mondo alchemico, per la presenza di coppie di elementi opposti fra loro, quali il cerchio (della bicicletta) e il quadrato (dello sgabello), il movimento del primo e l'essere fisso del secondo.